# Adolpho Guimarães Corrêa
Adolpho Guimarães Corrêa foi o prefeito de São José do Rio Preto durante o período de 1908 a 1914. Adolpho Guimarães Corrêa nasceu na cidade de Aiuruoca em 25 de Novembro de 1873; fundador do primeiro jornal da cidade "O Porvir"; foi um dos fundadores e presidentes da Associação Teatral Rio-Pretense. No começo do século já havia previsto a construção de avenidas ao longo dos córregos Canela e Borá como fator de desenvolvimento econômico da cidade. Atualmente em São José do Rio Preto há uma praça em seu nome.